# Carabus coriaceus
Espèce
Carabus coriaceus, le carabe coriacé, procruste coriacé ou chagriné, est le plus gros carabe de France. Cette espèce est plus grande et plus large que Carabus violaceus. Elle mesure entre 26 et 42 mm de long. Les élytres ont un aspect rugueux. Comme la plupart des carabes, cet insecte affectionne les endroits obscurs sous les feuilles, sous les pierres ou les vieux troncs d'arbre en décomposition. Il sort pour chasser à la tombée de la nuit. Très vorace, il attaque notamment les larves d'insectes, les limaces, les escargots et les vers de terre.
Comme presque tous ses congénères, il ne peut pas voler mais par contre il est particulièrement bien adapté à la course grâce à ses courtes pattes. On distingue le mâle de la femelle à la largeur des articles des pattes antérieures.
Elle peut aussi expulser une solution acide si elle se sent menacée.

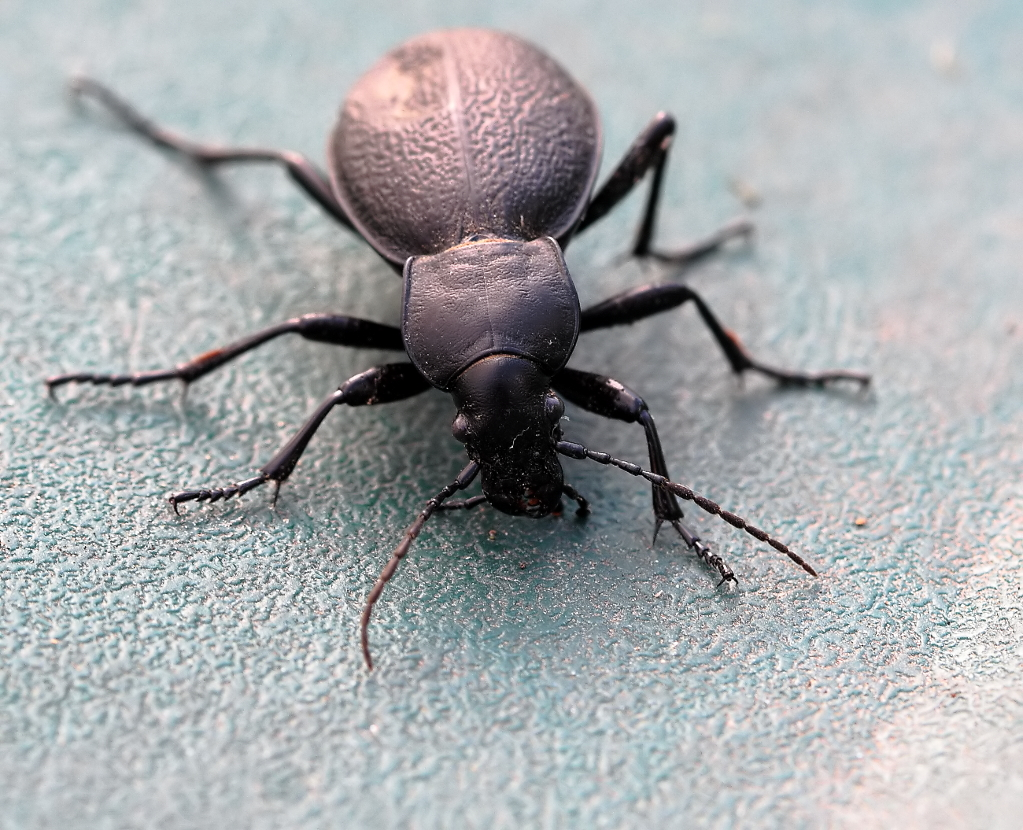
Carabe coriacé femelle.